# Sodnomdaszijn Batbold
Sodnomdaszijn Batbold (ur. 19 lipca 1989) – mongolski zapaśnik walczący w stylu wolnym. Brązowy medalista mistrzostw Azji w 2016. Trzeci ma akademickich MŚ w 2012. Szósty w Pucharze Świata w 2016 i 2017. Zajął siódme miejsce na Uniwersjadzie w 2013
 roku.